# Mouvement Kailyard

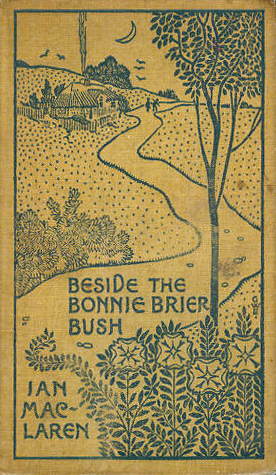
Beside the Bonnie Brier Bush, 1894

Le mouvement Kailyard est un mouvement de la littérature écossaise apparu à la fin du XIXe siècle en réaction au naturalisme présentant la vie écossaise sous ses aspects les plus crus. Son nom est issu du scots kailyaird ou kailyard, qui désigne un petit carré de choux adjacent à une ferme.
Le mouvement a été vu comme une représentation exagérément sentimentale de la vie rurale, expurgée des véritables problèmes affectant la population. Le mouvement de la Renaissance écossaise s'est volontairement opposé au mouvement Kailyard.
Sont souvent rattachés à ce mouvement, à tort ou à raison, des écrivains tels que Ian Maclaren (auteur de Beside the Bonnie Brier Bush (1894), le titre faisant allusion à la ballade Jacobite «There grows a bonnie bush in our kailyard»), J. J. Bell, Lydia Mary Foster, George MacDonald, S. R. Crockett et, parfois, par méconnaissance, J. M. Barrie.